# Condado de Wayne (Utah)
O Condado de Wayne é um dos 29 condados do Estado norte-americano do Utah. A sede do condado é Loa, que é também a sua maior cidade. O condado tem uma área de 6388 km², uma população de 2509 habitantes, e uma densidade populacional de 0,3 hab/km² (segundo o censo nacional de 2000). O condado foi fundado em 1892.